# 로미오 밀러
로미오 밀러(Romeo Miller, 1989년 8월 19일 ~ )는 미국의 래퍼, 배우, 모델, 농구 선수이다. 래퍼 마스터 P의 아들이다.